# Steam Awards
Steam Awards (в переводе с англ. — «Премия Steam») — ежегодная премия в области компьютерных игр, лауреаты которой отбираются посредством голосования пользователями службы цифровой дистрибуции Steam корпорации Valve. Была введена в 2016 году.

## Формат
Претенденты на Steam Awards отбираются в два этапа. На первом этапе Valve выбирает несколько категорий, нетипичных для тех, которые используются в премиях в области компьютерных игр, и позволяет любому зарегистрированному пользователю Steam (имеющих аккаунты без ограничений) выбрать одну игру, доступную в Steam, для этой категории. Период номинирования первой премии совпал с одним из праздничных распродаж Steam в течение недели в ноябре 2016 года. В Valve заявили, что за этот период было получено около 15 миллионов номинаций.
В дальнейшем Valve просматривает номинации, а затем выбирает пять лучших игр для финального голосования. Эти номинации затем представляют пользователям Steam, что даёт им возможность проголосовать за одну из пяти номинированных игр в каждой категории. После завершения голосования Valve объявляет победителей.

## Список категорий

### Действующие
| Название                    | Перевод                            | Годы вручения |
| --------------------------- | ---------------------------------- | ------------- |
| Game of the Year            | Игра года                          | с 2018        |
| VR Game of the Year         | Игра года в виртуальной реальности | с 2018        |
| Labor of Love               | Любимое дитя                       | с 2017        |
| Better with Friends         | Друг познаётся в игре              | 2016, с 2018  |
| Outstanding Visual Style    | Выдающийся визуальный стиль        | с 2019        |
| Outstanding Story-Rich Game | Лучшая игра с выдающимся сюжетом   | с 2019        |
| Most Innovative Gameplay    | Самый инновационный геймплей       | с 2019        |
| Best Game You Suck At       | Лучшая игра, которая вам не даётся | с 2019        |
| Sit Back and Relax          | Устройтесь поудобнее               | 2016, с 2020  |
| Best Soundtrack             | Лучший саундтрек                   | 2017, с 2020  |
| Best Game on Steam Deck     | Лучшая игра на Steam Deck          | с 2023        |

### Устаревшие
| Название                                            | Перевод                                             | Годы вручения |
| --------------------------------------------------- | --------------------------------------------------- | ------------- |
| Villain Most in Need of a Hug                       | Злодей, которого хочется обнять                     | 2016          |
| I Thought This Game was Cool Before it Won an Award | Эта игра нравилась мне ещё до того, как стала хитом | 2016          |
| Test of Time                                        | Проверено временем                                  | 2016          |
| Just 5 More Minutes                                 | Ну ещё пять минуточек                               | 2016          |
| Whoooaaaaaaa, Dude!                                 | НИФИГАСЕБЕ!                                         | 2016—2017     |
| Game Within a Game                                  | Игра в игре                                         | 2016          |
| I’m Not Crying, There’s Something in My Eye         | Я не плачу, просто что-то в глаз попало             | 2016          |
| Best Use of a Farm Animal                           | Лучшее применение сельской живности                 | 2016          |
| Boom Boom                                           | Бум-бум                                             | 2016          |
| Love/Hate Relationship                              | От любви до ненависти                               | 2016          |
| Choices Matter                                      | Выбор за вами                                       | 2017          |
| Mom’s Spaghetti                                     | Мамины спагетти                                     | 2017          |
| Suspension of Disbelief                             | Невероятно, но факт                                 | 2017          |
| The World is Grim Enough Let’s Just All Get Along   | Мир и так жесток, давайте жить дружно               | 2017          |
| No Apologies                                        | Люблю тебя любой                                    | 2017          |
| Defies Description                                  | Словами не описать                                  | 2017          |
| Cry Havoc and Let Slip the Dogs of War              | Пощады не знавши, спустите псов войны               | 2017          |
| Haunts My Dreams                                    | Вижу даже во сне                                    | 2017          |
| Soul of Vitruvius                                   | Душа Витрувия                                       | 2017          |
| Even Better Than I Expected                         | Лучше любых ожиданий                                | 2017          |
| Best Developer                                      | Лучший разработчик                                  | 2018          |
| Best Environment                                    | Лучшее окружение                                    | 2018          |
| Best Alternate History                              | Лучшая альтернативная история                       | 2018          |
| Most Fun with a Machine                             | Кладезь машинного веселья                           | 2018          |
| Best Game on the Go                                 | Лучшая игра на ходу                                 | 2022          |

## Лауреаты и номинанты

### 2016
Процесс выдвижения номинантов проходил с 23 по 29 ноября 2016 года. Голосование проходило с 22 по 30 декабря 2016 года, победители были объявлены 31 декабря 2016 года.
| «Злодей, которого хочется обнять» - Portal 2 - Borderlands 2 - Dead by Daylight - Far Cry 3 - Far Cry 4                             | «Эта игра нравилась мне ещё до того, как стала хитом» - Euro Truck Simulator 2 - Paladins - Starbound - Stardew Valley - Unturned        |
| «Проверено временем» - The Elder Scrolls V: Skyrim - Age of Empires II HD - Sid Meier’s Civilization V - Team Fortress 2 - Terraria | «Ну ещё пять минуточек» - Counter-Strike: Global Offensive - Fallout 4 - Rocket League - Sid Meier’s Civilization VI - Terraria          |
| «НИФИГАСЕБЕ!» - Grand Theft Auto V - BioShock Infinite - Doom - Metal Gear Solid V: The Phantom Pain - The Witcher 3: Wild Hunt     | «Игра в игре» - Grand Theft Auto V - Garry’s Mod - Tabletop Simulator - The Stanley Parable - The Witcher 3: Wild Hunt                   |
| «Я не плачу, просто что-то в глаз попало» - The Walking Dead - Life Is Strange - To the Moon - This War of Mine - Undertale         | «Лучшее применение сельской живности» - Goat Simulator - ARK: Survival Evolved - Blood and Bacon - Farming Simulator 17 - Stardew Valley |
| «Бум-бум» (создано сообществом) - Doom - Broforce - Just Cause 3 - Keep Talking and Nobody Explodes - Kerbal Space Program          | «От любви до ненависти» (создано сообществом) - Dark Souls III - Darkest Dungeon - Dota 2 - Geometry Dash - Super Meat Boy               |
| «Устройтесь поудобнее» (создано сообществом) - Euro Truck Simulator 2 - Abzû - Cities: Skylines - Mini Metro - Viridi               | «Друг познаётся в игре» (создано сообществом) - Left 4 Dead 2 - Don’t Starve Together - Gang Beasts - Golf with Your Friends - Magicka   |

### 2017
Процесс выдвижения номинантов проходил с 22 по 28 ноября 2017 года. Голосование проходило с 20 декабря 2017 года по 2 января 2018 года, победители были объявлены 3 января.
| «Выбор за вами» - The Witcher 3: Wild Hunt - Dishonored 2 - Divinity: Original Sin II - Life Is Strange: Before The Storm - The Walking Dead: A New Frontier | «Мамины спагетти» - PlayerUnknown’s Battlegrounds - Alien: Isolation - Outlast 2 - Resident Evil 7: Biohazard - The Evil Within 2                  |
| «Любимое дитя» - Warframe - Crusader Kings 2 - Path of Exile - Team Fortress 2 - Titan Quest                                                                 | «Невероятно, но факт» - Rocket League - Goat Simulator - Saints Row IV - South Park: The Fractured But Whole - Wolfenstein II: The New Colossus    |
| «Мир и так жесток, давайте жить дружно» - Stardew Valley - Abzû - Cities: Skylines - Slime Rancher - To the Moon                                             | «Люблю тебя любой» - The Witcher - Gothic II - HuniePop - Mount & Blade: Warband - Rust                                                            |
| «Словами не описать» - Garry’s Mod - Antichamber - Doki Doki Literature Club - Pony Island - The Stanley Parable                                             | «Пощады не знавши, спустите псов войны» - Just Cause 3 - Broforce - Middle-earth: Shadow of War - Red Faction: Guerrilla - Total War: Warhammer II |
| «Вижу даже во сне» - Counter-Strike: Global Offensive - Dark Souls III - Dota 2 - Factorio - Sid Meier’s Civilization VI                                     | «Душа Витрувия» - Rise of the Tomb Raider - Bayonetta - Hellblade: Senua’s Sacrifice - I Am Bread - NieR: Automata                                 |
| «Нифигасебе! (версия 2.0)» - The Evil Within 2 - Antichamber - CPU Invaders - Hotline Miami - Luna                                                           | Лучший саундтрек (создано сообществом) - Cuphead - Crypt of the NecroDancer - NieR: Automata - Transistor - Undertale                              |
| «Лучше любых ожиданий» - Cuphead - Assassin’s Creed Origins - Call of Duty: WWII - Hollow Knight - Sonic Mania                                               | |

### 2018
Процесс выдвижения номинантов начался 21 ноября 2018 года. Финалисты были объявлены в декабре, победители были объявлены во время прямой трансляции на Steam.tv 8 февраля 2019 года.
| Игра года - PlayerUnknown’s Battlegrounds - Assassin’s Creed Odyssey - Hitman 2 - Kingdom Come: Deliverance - Monster Hunter: World          | Игра года в виртуальной реальности - The Elder Scrolls V: Skyrim VR - Beat Saber - Fallout 4 VR - Superhot VR - VRChat                                                                      | |
| «Любимое дитя» - Grand Theft Auto V - Dota 2 - No Man’s Sky - Path of Exile - Stardew Valley                                                 | Лучший разработчик - CD Projekt RED - Bandai Namco Entertainment - Bethesda - Capcom - Digital Extremes - Klei Entertainment - Paradox Interactive - Rockstar Games - Square Enix - Ubisoft | |
| Лучшее окружение - The Witcher 3: Wild Hunt - Dark Souls III - Far Cry 5 - Shadow of the Tomb Raider - Subnautica                            | «Друг познаётся в игре» - Tom Clancy’s Rainbow Six Siege - Counter-Strike: Global Offensive - Dead by Daylight - Overcooked 2 - Payday 2                                                    | |
| Лучшая альтернативная история - Assassin’s Creed Odyssey - Civilization VI - Fallout 4 - Hearts of Iron IV - Wolfenstein 2: The New Colossus | «Кладезь машинного веселья» - Rocket League - Euro Truck Simulator 2 - Factorio - NieR: Automata - Space Engineers                                                                          | «Кладезь машинного веселья» - Rocket League - Euro Truck Simulator 2 - Factorio - NieR: Automata - Space Engineers |

### 2019
Процесс выдвижения номинантов начался 26 ноября 2019 года. Финалисты объявлялись по одной категории каждый день, начиная с 11 декабря 2019 года. В отличие от предыдущих проведений, право на получение наград ограничено датой выпуска и только игры, выпущенные после ноября 2018 года, могли быть номинированы, за исключением категории «Любимое дитя».
| Игра года - Sekiro: Shadows Die Twice - Destiny 2 - Devil May Cry 5 - Resident Evil 2 - Star Wars Jedi: Fallen Order        | Игра года в виртуальной реальности - Beat Saber - Blade and Sorcery - Borderlands 2 VR - Five Nights at Freddy’s: Help Wanted - Gorn | |
| «Любимое дитя» - Grand Theft Auto V - Counter-Strike: Global Offensive - Dota 2 - Tom Clancy’s Rainbow Six Siege - Warframe | «Друг познаётся в игре» - DayZ - Age of Empires II: Definitive Edition - Dota Underlords - Ring of Elysium - Risk of Rain 2          | |
| Самый инновационный геймплей - My Friend Pedro - Baba Is You - Oxygen Not Included - Planet Zoo - Slay the Spire            | Лучшая игра с выдающимся сюжетом - A Plague Tale: Innocence - Disco Elysium - Far Cry New Dawn - Gears 5 - GreedFall                 | |
| Лучшая игра, которая вам не даётся - Mortal Kombat 11 - Code Vein - Hunt: Showdown - Mordhau - Remnant: From the Ashes      | Выдающийся визуальный стиль - Gris - Astroneer - Katana Zero - Subnautica: Below Zero - Total War: Three Kingdoms                    | Выдающийся визуальный стиль - Gris - Astroneer - Katana Zero - Subnautica: Below Zero - Total War: Three Kingdoms |

### 2020
Процесс выдвижения номинантов начался 25 ноября 2020 года. Кандидаты в каждой категории объявлялись ежедневно начиная с 17 декабря 2020 года, а голосование прошло с 22 декабря по 3 января. Как и в 2019 году, право на получение награды было ограничено датой выпуска и только игры, выпущенные в 2020 году в магазине Steam или в конце 2019 года, могли быть номинированы, за исключением категории «Любимое дитя». Победители были оглашены в январе 2021 года.
| Игра года - Red Dead Redemption 2 - Death Stranding - Doom Eternal - Fall Guys - Hades                                                            | Игра года в виртуальной реальности - Half-Life: Alyx - Phasmophobia - Star Wars: Squadrons - The Room VR: A Dark Matter - Thief Simulator | |
| «Любимое дитя» - Counter-Strike: Global Offensive - Among Us - No Man’s Sky - Terraria - The Witcher 3: Wild Hunt                                 | «Друг познаётся в игре» - Fall Guys - Borderlands 3 - Deep Rock Galactic - Risk of Rain 2 - Sea of Thieves                                | |
| Выдающийся визуальный стиль - Ori and the Will of the Wisps - Battlefield V - Black Mesa - Marvel’s Avengers - There Is No Game: Jam Edition 2015 | Самый инновационный геймплей - Death Stranding - Control - Noita - Superliminal - Teardown                                                | |
| Лучшая игра, которая вам не даётся - Apex Legends - Crusader Kings 3 - FIFA 21 - Ghostrunner - GTFO                                               | Лучший саундтрек - Doom Eternal - Halo: The Master Chief Collection - Helltaker - Need for Speed Heat - Persona 4 Golden                  | |
| Лучшая игра с выдающимся сюжетом - Red Dead Redemption 2 - Detroit: Become Human - Horizon Zero Dawn - Mafia: Definitive Edition - Metro Exodus   | «Устройтесь поудобнее» - The Sims 4 - Factorio - Microsoft Flight Simulator - Satisfactory - Untitled Goose Game                          | «Устройтесь поудобнее» - The Sims 4 - Factorio - Microsoft Flight Simulator - Satisfactory - Untitled Goose Game |

### 2021
Номинанты были объявлены 21 декабря 2021 года, голосование проходило до 3 января 2022 года. Лауреаты были объявлены 3 января.
| Игра года - Resident Evil Village - Cyberpunk 2077 - Forza Horizon 5 - New World - Valheim                                                            | Игра года в виртуальной реальности - Cooking Simulator VR - Blair Witch VR - I Expect You to Die 2: The Spy and the Liar - Medal of Honor: Above and Beyond - Sniper Elite VR | |
| «Любимое дитя» - Terraria - Apex Legends - Dota 2 - No Man’s Sky - Rust                                                                               | «Друг познаётся в игре» - It Takes Two - Back 4 Blood - Crab Game - Halo Infinite - Valheim                                                                                   | |
| Выдающийся визуальный стиль - Forza Horizon 5 - Bright Memory: Infinite - Little Nightmares II - Psychonauts 2 - Subnautica: Below Zero               | Самый инновационный геймплей - Deathloop - Inscryption - Loop Hero - Moncage - Twelve Minutes                                                                                 | |
| Лучшая игра, которая вам не даётся - Nioh 2 - Age of Empires IV - Battlefield 2042 - Naraka: Bladepoint - World War Z: Aftermath                      | Лучший саундтрек - Guardians of the Galaxy - Demon Slayer: Kimetsu no Yaiba – The Hinokami Chronicles - Guilty Gear Strive - NieR Replicant - Persona 5 Strikers              | |
| Лучшая игра с выдающимся сюжетом - Cyberpunk 2077 - Days Gone - Life Is Strange: True Colors - Mass Effect: Legendary Edition - Resident Evil Village | «Устройтесь поудобнее» - Farming Simulator 22 - Dorfromantik - Potion Craft: Alchemist Simulator - Townscaper - Unpacking                                                     | «Устройтесь поудобнее» - Farming Simulator 22 - Dorfromantik - Potion Craft: Alchemist Simulator - Townscaper - Unpacking |

### 2022
Отбор номинантов проходил с 22 по 29 ноября 2022 года. Окончательный список номинантов был объявлен 21 декабря 2022 года, голосование проходило с 22 декабря 2022 года по 3 января 2023 года. Лауреаты были объявлены 3 января.
| Игра года - Elden Ring - Call of Duty: Modern Warfare II - Dying Light 2: Stay Human - God of War - Stray                                                                             | Игра года в виртуальной реальности - Hitman 3 - Among Us VR - Bonelab - Green Hell VR - Inside the Backrooms                                          |
| «Любимое дитя» - Cyberpunk 2077 - Deep Rock Galactic - Dota 2 - No Man’s Sky - Project Zomboid                                                                                        | «Друг познаётся в игре» - Raft - Call of Duty: Modern Warfare II - Monster Hunter: Rise - MultiVersus - Ready or Not                                  |
| Выдающийся визуальный стиль - Marvel’s Spider-Man: Miles Morales - Bendy and the Dark Revival - Cult of the Lamb - Kena: Bridge of Spirits - Scorn                                    | Самый инновационный геймплей - Stray - Dome Keeper - Mount & Blade II: Bannerlord - Neon White - Teardown                                             |
| Лучшая игра, которая вам не даётся - Elden Ring - FIFA 23 - GTFO - Total War: Warhammer III - Victoria 3                                                                              | Лучший саундтрек - Final Fantasy VII Remake Intergrade - Hatsune Miku: Project DIVA Mega Mix+ - Metal: Hellsinger - Persona 5 Royal - Sonic Frontiers |
| Лучшая игра с выдающимся сюжетом - God of War - A Plague Tale: Requiem - Marvel’s Spider-Man Remastered - The Stanley Parable: Ultra Deluxe - Uncharted: Legacy of Thieves Collection | «Устройтесь поудобнее» - Lego Star Wars: The Skywalker Saga - Disney Dreamlight Valley - Dorfromantik - PowerWash Simulator - Slime Rancher 2         |
| Лучшая игра на ходу - Death Stranding Director’s Cut - Brotato - Marvel Snap - Vampire Survivors - Yu-Gi-Oh! Master Duel                                                              | |

### 2023
Отбор номинантов проходил с 21 по 28 ноября 2023 года. Окончательный список номинантов был объявлен 16 декабря 2023 года, голосование проходило с 21 декабря 2023 года по 2 января 2024 года. Лауреаты были объявлены 2 января.
| Игра года - Baldur’s Gate 3 - EA Sports FC 24 - Hogwarts Legacy - Lethal Company - Resident Evil 4                               | Игра года в виртуальной реальности - Labyrinthine - F1 23 - Ghosts of Tabor - Gorilla Tag - I Expect You to Die 3: Cog in the Machine |
| «Любимое дитя» - Red Dead Redemption 2 - Apex Legends - Deep Rock Galactic - Dota 2 - Rust                                       | «Друг познаётся в игре» - Lethal Company - Party Animals - Sons of the Forest - Sunkenland - Warhammer 40,000: Darktide               |
| Выдающийся визуальный стиль - Atomic Heart - Cocoon - Darkest Dungeon II - High on Life - Inward                                 | Самый инновационный геймплей - Starfield - Contraband Police - Shadows of Doubt - Remnant 2 - Your Only Move Is Hustle                |
| Лучшая игра, которая вам не даётся - Sifu - EA Sports FC 24 - Lords of the Fallen - Overwatch 2 - Street Fighter 6               | Лучший саундтрек - The Last of Us Part I - Chants of Sennaar - Hi-Fi Rush - Persona 5 Tactica - Pizza Tower                           |
| Лучшая игра с выдающимся сюжетом - Baldur’s Gate 3 - Lies of P - Love Is All Around - Resident Evil 4 - Star Wars Jedi: Survivor | «Устройтесь поудобнее» - Dave the Diver - Cities: Skylines II - Coral Island - Potion Craft: Alchemist Simulator - Train Sim World 4  |
| Лучшая игра на Steam Deck - Hogwarts Legacy - Brotato - Diablo IV - Dredge - The Outlast Trials                                  | |

### 2024
Отбор номинантов проходил с 27 ноября по 4 декабря 2024 года. Окончательный список номинантов был объявлен 17 декабря 2024 года, голосование проходило с 19 декабря по 31 декабря 2024 года. Лауреаты стали известны 31 декабря.
| Игра года - Black Myth: Wukong - Balatro - Helldivers 2 - S.T.A.L.K.E.R. 2: Heart of Chornobyl - Warhammer 40,000: Space Marine 2                                   | Игра года в виртуальной реальности - Metro Awakening VR - Blade and Sorcery - Davigo - Five Nights at Freddy’s: Help Wanted 2 - Maestro      |
| «Любимое дитя» - Elden Ring - Baldur’s Gate 3 - Dota 2 - No Man’s Sky - Stardew Valley                                                                              | «Друг познаётся в игре» - Helldivers 2 - Palworld - Satisfactory - Sons of the Forest - Warhammer 40,000: Space Marine 2                     |
| Выдающийся визуальный стиль - Silent Hill 2 - Hades II - Metaphor: ReFantazio - Neva - Nine Sols                                                                    | Самый инновационный геймплей - Liar’s Bar - Balatro - Helldivers 2 - S.T.A.L.K.E.R. 2: Heart of Chornobyl - Satisfactory                     |
| Лучшая игра, которая вам не даётся - Black Myth: Wukong - Dragon Ball: Sparking! Zero - Ghost of Tsushima: Director’s Cut - Tekken 8 - The Finals                   | Лучший саундтрек - Red Dead Redemption - Fate/stay night Remastered - Frostpunk 2 - Horizon Forbidden West: Complete Edition - Silent Hill 2 |
| Лучшая игра с выдающимся сюжетом - Black Myth: Wukong - Final Fantasy XVI - Ghost of Tsushima: Director’s Cut - Mouthwashing - S.T.A.L.K.E.R. 2: Heart of Chornobyl | «Устройтесь поудобнее» - Farming Simulator 25 - House Flipper 2 - TCG Card Shop Simulator - Tiny Glade - Webfishing                          |
| Лучшая игра на Steam Deck - God of War: Ragnarök - Balatro - Deep Rock Galactic: Survivor - Hades II - Warhammer 40,000: Rogue Trader                               | |